# Corre-soques gorjablanc
El corre-soques gorjablanc (Premnoplex tatei) és una espècie d'ocell de la família dels furnàrids (Furnariidae).

## Hàbitat i distribució
Habita el sotabosc de la selva pluvial de les muntanyes costaneres del nord i nord-est de Veneçuela.

## Taxonomia
La subespècie del nord-est de Veneçuela és considerada per alguns autors una espècie diferent:
- Premnoplex pariae – corre-soques de Paria.[2]